# Il giuramento della Pallacorda
Il giuramento della Pallacorda (Le Serment du Jeu de paume) è un dipinto incompiuto del pittore francese Jacques-Louis David, realizzato tra il 1791 e il 1792 e conservato al museo della reggia di Versailles. Questa tela ambiziosa doveva immortalare l'avvenimento che si era svolto nella sala della Pallacorda a Versailles. In seguito agli sconvolgimenti politici che costellarono la rivoluzione e a causa delle difficoltà di finanziamento del progetto, il pittore non poté mai terminare la sua opera, che rimase allo stato di abbozzo. Quest'ultimo è realizzato con gesso bianco, pietra nera e olio su tela. Solo gli studi del dipinto furono completati.

## Storia

Il giuramento della Pallacorda, disegno, reggia di Versailles.

Le prime incisioni che rappresentano Il giuramento della pallacorda apparvero solo nel 1790, quando Jacques-Louis David convinse la Società degli amici della Costituzione, detta "club dei giacobini", a lanciare una sottoscrizione nazionale per finanziare la realizzazione di un quadro su questo avvenimento fondatore della rivoluzione francese. Il pittore espose un disegno a penna e inchiostro marrone del suo futuro dipinto nel suo studio al Louvre nel 1791, ma non poté continuare perché la sottoscrizione raccolse solo il 10% della somma prevista. La costituente allora decise di finanziare la sua opera a spese del "tesoro pubblico", una somma integrata dalla vendita delle incisioni tratte dal quadro.
David allestì il proprio studio nella vecchia chiesa conventuale dei foglianti della rue Saint-Honoré così da poter far posare i deputati seduti nella vicinissima sala del maneggio, ma nel 1793, preso dai suoi lavori di deputato, realizzò solo lo schizzo della parte inferiore del suo dipinto gigantesco, che comprende soltanto quattro ritratti dipinti di deputati: Michel Gérard, Antoine Barnave, Mirabeau e Dubois-Crancé. Tuttavia, nel 1793, la vita politica francese non corrispondeva più al contesto del quadro. Mirabeau, uno degli eroi del 1789, era divenuto il nemico della rivoluzione. La sua corrispondenza segreta con il re venne scoperta: agli occhi dell'opinione pubblica era divenuto un traditore. Un gran numero di deputati dell'assemblea nazionale costituente erano identificati con le fazioni nemiche del comitato di salute pubblica. David abbandonò il lavoro e lasciò la sua tela incompiuta, mentre i sottoscrittori reclamavano il rimborso.
I suoi dipinti La distribuzione delle aquile del 1810 e Leonida alle Termopili nel 1814 si ispirarono direttamente al Giuramento della Pallacorda. Il 20 ottobre 1821, David diede a Daniel Isoard de Martouret il diritto di trarre un'incisione dal suo Giuramento della Pallacorda, poi realizzata da Jean-Pierre-Marie Jazet e conservata dal 1988 al museo della Rivoluzione francese. Alla fine, nel 1836, lo schizzo della tela venne acquisito dai musei reali per il museo del Louvre, dove venne esposto a partire dal 1880.
Dalla fine del diciottesimo secolo, questo dipinto integrato nella propaganda repubblicana venne ripreso e adattato da numerosi artisti, come Auguste Couder nel 1848 o Luc-Olivier Merson nel 1883. Infatti, per il restauro della sala, Merson realizzò un'interpretazione del dipinto davidiano nel formato previsto all'inizio e basandosi sugli studi del maestro e l'incisione di Jean-Pierre-Marie Jazet.

## Descrizione

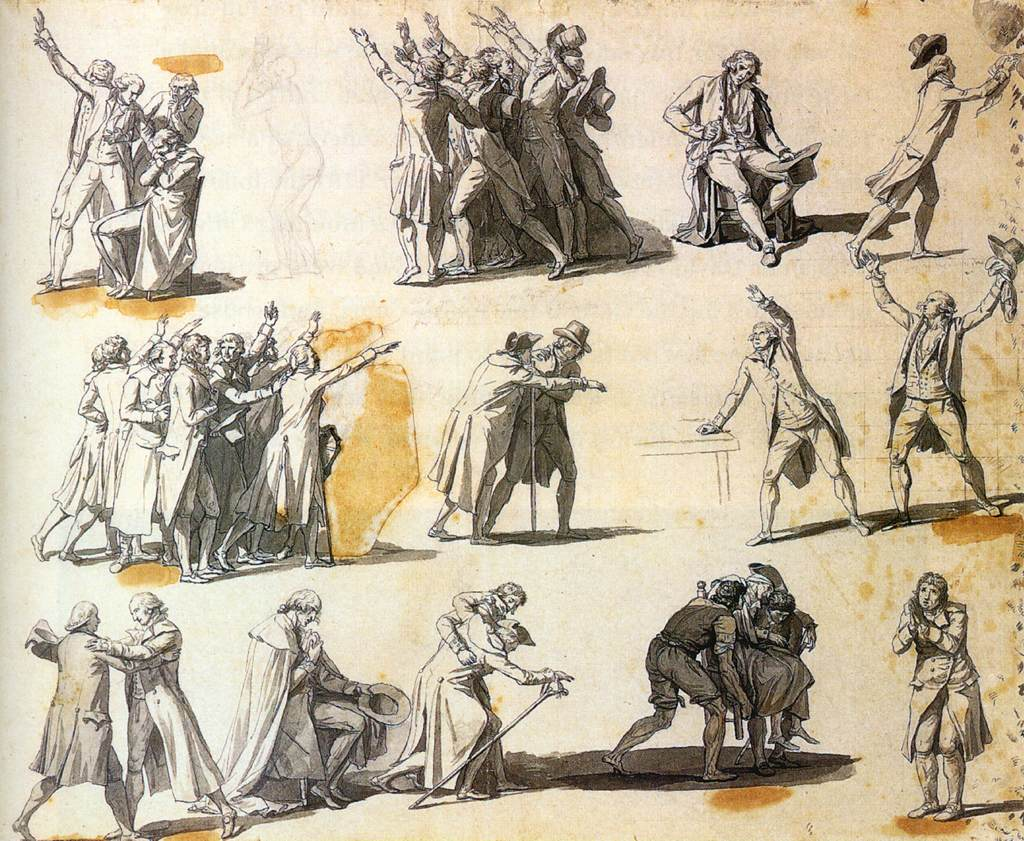
Uno studio a carboncino e inchiostro per gli atteggiamenti dei deputati, oggi alla reggia di Versailles.

Seguendo il metodo accademico allora in vigore, David iniziò la composizione disegnando i personaggi nudi, che dovevano essere vestiti nella tappa successiva. Il pittore si sforzò di tradurre il movimento di unanimità facendo convergere lo sguardo di tutti i deputati presenti verso Bailly. All'entusiasmo generale fa da contrappunto l'atteggiamento gelido dell'unico oppositore del giuramento, Martin-Dauch, in basso a destra. Negli studi preparatori, il pittore disegnò delle finestre larghe e poste in alto. Nella parte superiore della scena erano presenti delle persone alle finestre e le tende erano sollevate dalle raffiche di vento. Due fonti importanti per quest'opera furono il Giudizio Universale di Michelangelo Buonarroti e le stanze vaticane affrescate da Raffaello Sanzio.

## Interpretazione simbolica
Nel diciottesimo secolo, il giuramento aveva un valore sacro e portava una garanzia di fiducia alla parola data. Jacques-Louis David si era fatto conoscere per la tela Il giuramento degli Orazi. Durante la rivoluzione francese i giuramenti collettivi erano considerati un fattore di unità nazionale, persino di un'unanimità nazionale. Questo spiega perché i rivoluzionari abbiano voluto sottolineare questo episodio. L'effusione preromantica, l'unanimità (solo un deputato si rifiutò di prestare giuramento), il fervore dei deputati, quasi tutti borghesi, l'assenza della violenza del popolo, tutto ciò fece di questa giornata il portabandiera della rivoluzione del 1789. Mostra anche che è la volontà specifica di ogni individuo che fa la sovranità nazionale.
Il dipinto di David comprende una scena di fraternizzazione tra il monaco certosino Dom Gerle, l'abate Grégoire e il pastore protestante Jean-Paul Rabaut Saint-Étienne, che simboleggia la nascita di una nuova era, quella della tolleranza religiosa.
Grazie alle tende mosse dal vento, l'opera mostra anche che un nuovo vento soffia sulla Francia: il vento della rivoluzione.

## Galleria d'immagini

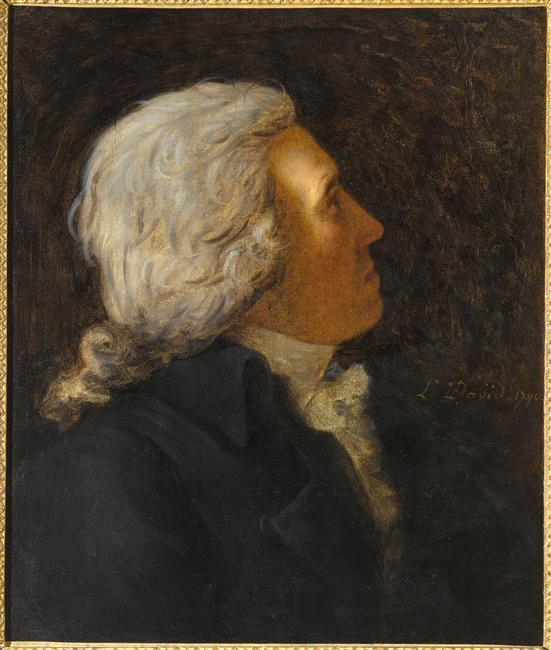
Ritratto di Bertrand Barère (1790), reggia di Versailles.
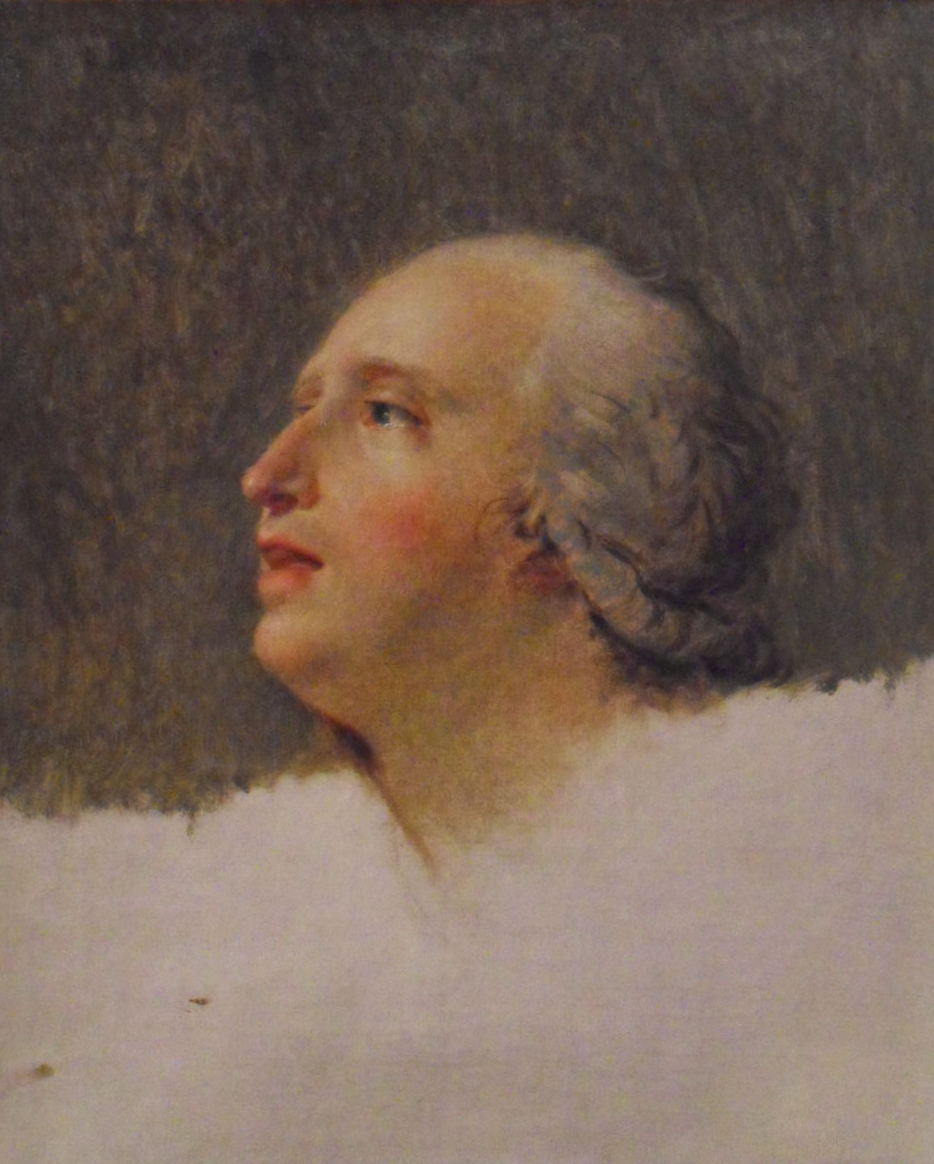
Ritratto di Pierre-Louis Prieur de la Marne (1791 circa), Besançon, museo di belle arti e di archeologia.
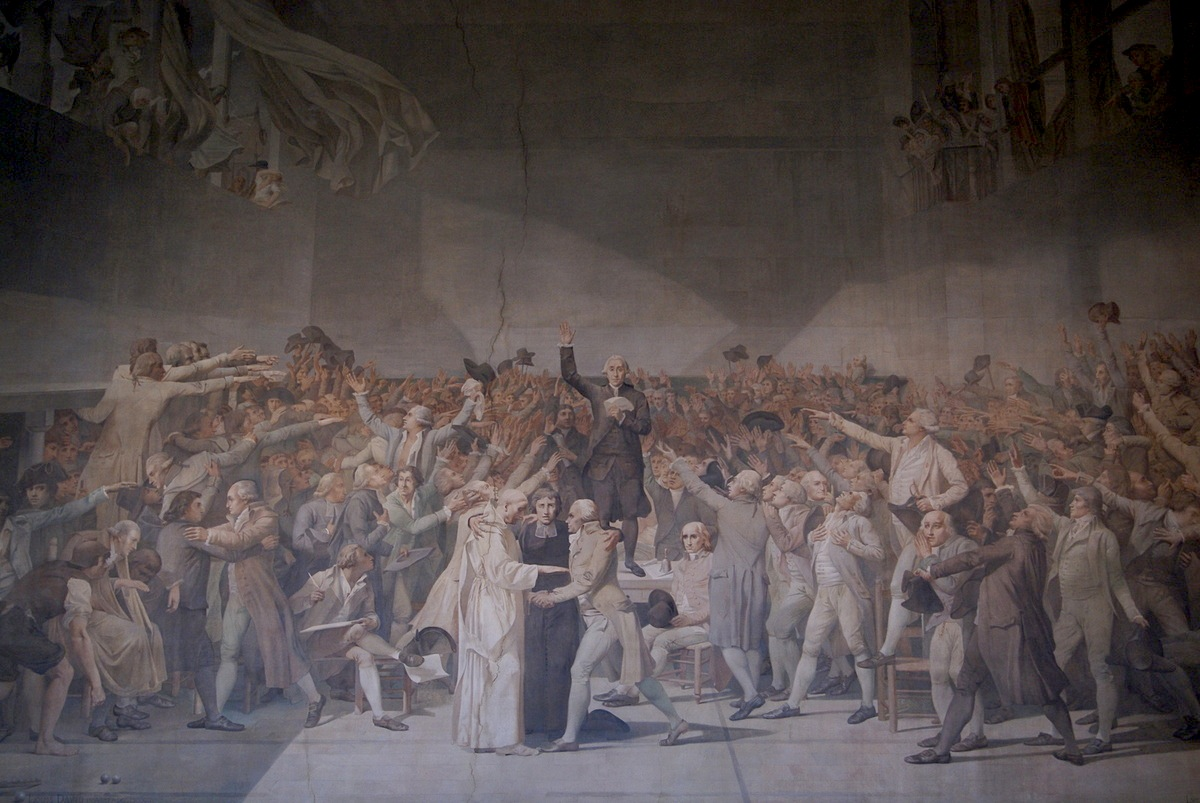
La versione di Merson, dipinta nella sala della Pallacorda, a Versailles.